# Głazowisko

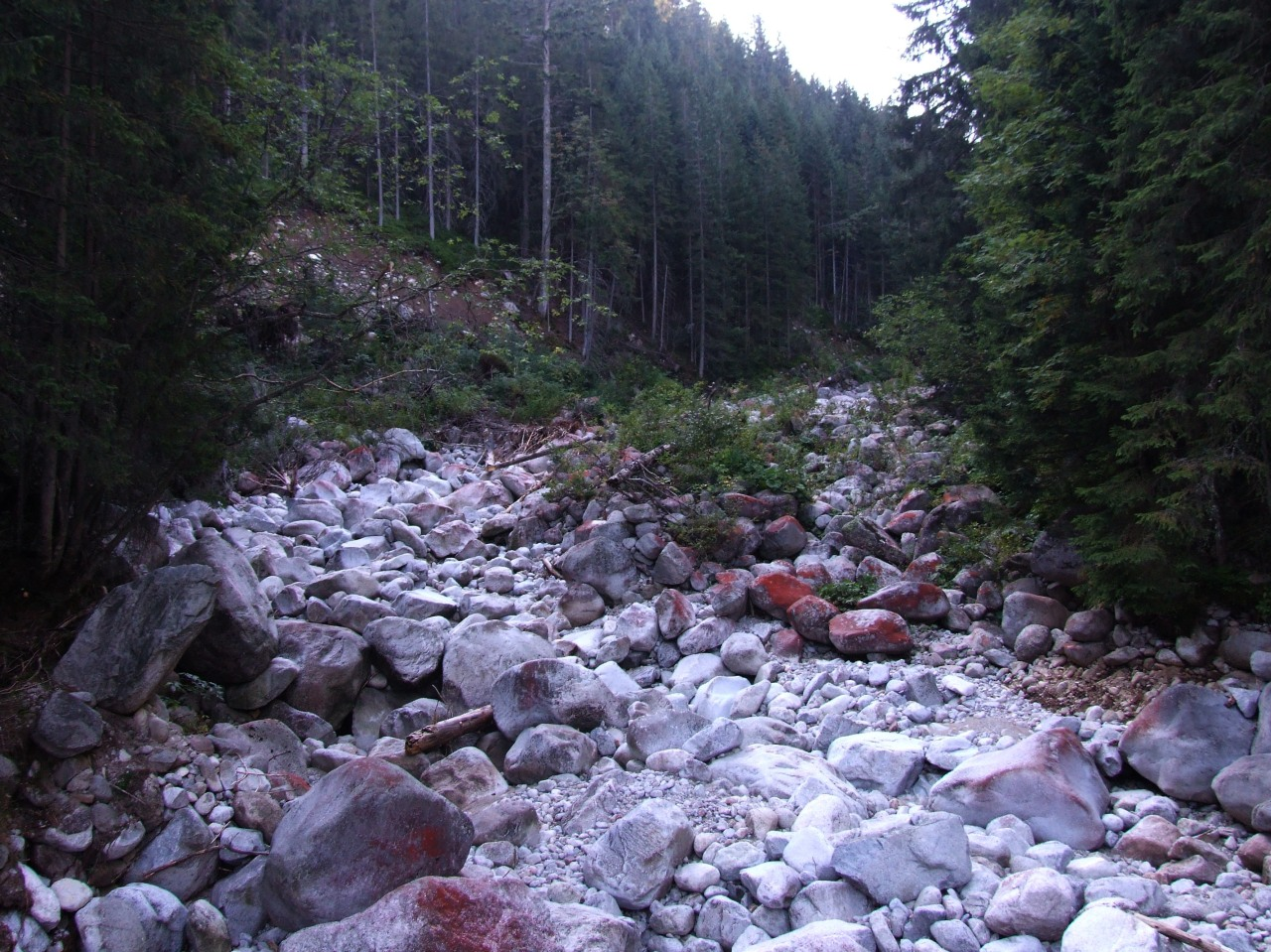
Głazowisko granitowe w korycie potoku Sucha Woda Gąsienicowa w Tatrach

Głazowisko – niezlityfikowana osadowa skała okruchowa, złożona w przeważającej liczbie z głazów a także w mniejszej liczbie z otoczaków. 
Głazowiska powstają w różny sposób i różnią się wyglądem i stopniem obtoczenia bloków skalnych.
Najbardziej pierwotne, zawierające nieobtoczone fragmenty skał (bloki, gruz) są piargi, tworzące się u wylotu żlebów w górach o młodej rzeźbie.
Głazowiska powstają też w górskich rzekach o bardzo dużej sile transportowej. Stąd też głazowiska występują w korytach i na terasach rzek górskich. Fragmenty skał są z reguły obtoczone, czasami bardzo dobrze.
Kolejnym miejscem jest sąsiedztwo (podnóża) wysokich brzegów morskich typu klifowego, gdzie  wskutek działania przyboju przy klifowych wybrzeżach mórz i oceanów mogą powstać głazowiska. Jeśli klif zbudowany jest ze skał litych, to u jego podstawy mogą zalegać bloki tych skał. W przypadku, gdy klif zbudowany jest z gliny zwałowej, w której tkwią eratyki, to niszcząca działalność fal powoduje ich ekshumację i opadanie poniżej zboczy.
Wreszcie głazowisko może powstać w wyniku niszczenia moreny lodowcowej przez wypłukanie przez wodę jej drobnych składników i pozostawienie bruku morenowego.
W Polsce piargi i osypiska występują licznie w Tatrach i Karkonoszach.
Głazowiska rzeczne znane są z koryta Białki, Dunajca i innych rzek tatrzańskich oraz karpackich.
Kopalne głazowiska powstałe w litoralnych strefach mórz są znane między innymi z transgresyjnych utworów kredowych w Górach Bystrzyckich (Sudety Środkowe), z utworów eocenu Tatr oraz miocenu południowego obrzeżenia Gór Świętokrzyskich.
Głazowiska podklifowe występują np. w Orłowie (Klif Orłowski).
Nagromadzenia głazów narzutowych typu bruku morenowego, związane z działalnością lodowca plejstoceńskiego, są znane z terenu Suwalszczyzny: Głazowisko Bachanowo, Głazowisko Łopuchowskie.